# Bajtava
Bajtava es un municipio del distrito de Nové Zámky en la región de Nitra, Eslovaquia, con una población estimada a final del año 2024 de 384 habitantes.
Se encuentra ubicado al sur de la región, cerca de los ríos Nitra y Hron (cuenca hidrográfica del Danubio) y de la frontera con Hungría.

## Demografía
| Año        | 1994 | 2004    | 2014    | 2024    |
| ---------- | ---- | ------- | ------- | ------- |
| Población  | 428  | 388     | 405     | 384     |
| Diferencia |      | −9,34 % | +4,38 % | −5,18 % |

| Año        | 2023 | 2024    |
| ---------- | ---- | ------- |
| Población  | 388  | 384     |
| Diferencia |      | −1,03 % |